# شهرستان وایت (جورجیا)
شهرستان وایت، جورجیا (به انگلیسی: White County, Georgia) یک سکونتگاه مسکونی در ایالات متحده آمریکا است که در جورجیا واقع شده‌است.